# Tetsuya Okubo
Tetsuya Okubo (født 9. marts 1980) er en japansk fodboldspiller, som spiller for den japanske fodboldklub Thespakusatsu Gunma.